# La gazzetta
La gazzetta es una ópera cómica (drama jocoso) en dos actos, con música de Gioacchino Rossini y libreto de Giuseppe Palomba, que satiriza la influencia de los periódicos sobre las vidas de las personas. Fue estrenada en el Teatro dei Fiorentini de Nápoles, en 26 de septiembre de 1816. El libreto se basa en la pieza Il matrimonio per concorso (1763) de Carlo Goldoni.
Para escribir el libreto, Palomba se basó en el texto escrito por Gaetano Rossi para una ópera compuesta por Giuseppe Mosa, estrenada en el Teatro alla Scala de Milán en 1814.
La ópera fue en 2001 a la sociedad moderna, por el dramaturgo y director de escena, Darío Fo para una producción del Rossini Opera Festival, de Pésaro. 
La gazzetta fue una ópera exitosa para el momento de su estreno pero hoy en día es muy poco representada. En las estadísticas de Operabase aparece con sólo una representación en el período 2005-2010.